# Platyspiza crassirostris
El pinzón de Darwin vegetariano o pinzón vegetariano (Platyspiza crassirostris) es una especie de ave paseriforme de la familia Thraupidae endémico de las islas Galápagos. Es el único miembro del género Platyspiza.

## Distribución y hábitat
Se encuentra en ocho de las islas Galápagos: San Cristóbal, Santa Cruz, Floreana, Isabela, Marchena, Santiago, Pinta y Fernandina. Anteriormente también se encontraba en las islas Pinzón y Santa Fe, pero ahora la especie está extinta en ambas. Se encuentra desde los 500 m de altitud hasta el nivel del mar. Aunque es más común en los bosques húmedos montanos, especialmente en la zona de transición, su área de distribución se extiende hasta las zonas áridas.

## Descripción

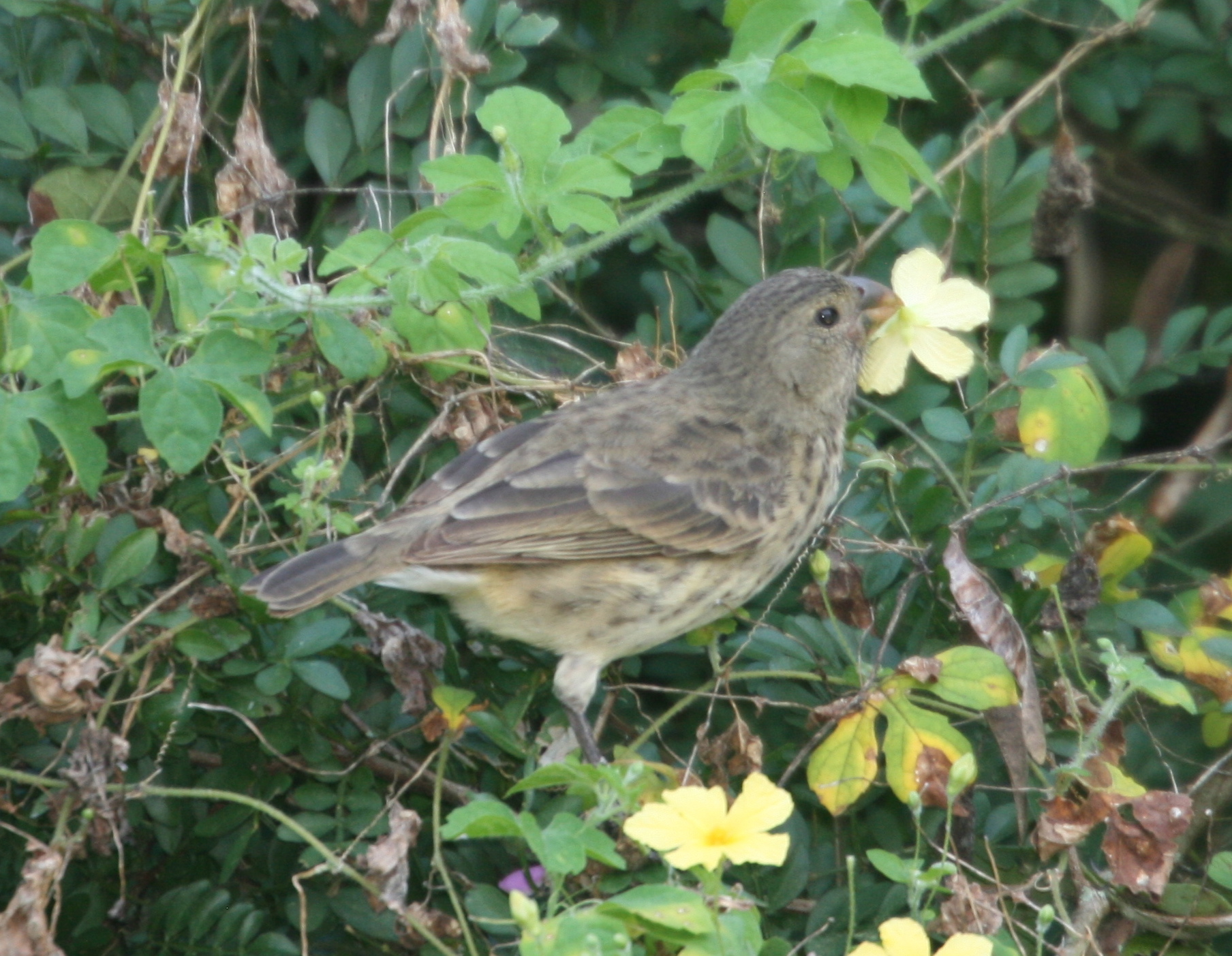
Hembra alimentándose.

El pinzón de Darwin vegetariano es uno de los pinzones de Darwin más grandes, mide unos 16 cm de longitud y pesa entre 29 y 40 g. Suele estar en posición erguida similar a la de un loro. Su pico es ancho y robusto, con el culmen curvado hacia abajo. La cabeza y la garganta de los machos es negra y el resto de partes superiores son de color verde oliváceo mientras que las partes inferiores son blanquecinas, con un veteado negro en el pecho, que se hace pardo y difuso en la parte inferior del pecho y los flancos. En algunos individuos las partes inferiores muestran colores castaños rojizos. El iris de sus ojos es negro y su pico se torna negro en la época de cría y parduzco el resto del año. Las hembras son principalmente pardas con las partes inferiores blanquecinas y veteado pardo, que se hace anteado en los flancos, su obispillo también es anteado. Su cabeza presenta veteado pardo, y dos bandas anteadas difusas en las alas. Su pico tiene dos tonos, el color de la mandíbula superior oscila entre el pardo oscuro y el negro, mientras que el de la inferior va del anaranjado al rosado grisáceo. Los machos inmaduros tienen una coloración intermedia entre la de los machos adultos y las hembras. Aunque presentan tonos negruzcos en el rostro y garganta, tienen las partes inferiores más veteadas que los machos adultos.

## Comportamiento

### Reproducción
Cría principalmente en la estación de lluvias, y construye un nido cubierto con hierba, con una entrada lateral. Los machos dan alimentos a las hembras durante el cortejo y las alimentan durante la incubación.

### Alimentación
Como indica su nombre, el pinzón de Darwin vegetariano es principalmente fitófago. Se alimenta principalmente de brotes, flores y frutos, y arranca la corteza de las ramitas para obtener el cámbium y el floema que hay debajo. Aunque se alimenta principalmente en los árboles, también baja al suelo para recoger los frutos caídos y las plantas recién brotadas. Ocasionalmente come orugas. Se alimenta principalmente en el nivel intermedio del bosque, con movimientos pausados. Como sus principales alimentos son blandos, la morfología del pico del pinzón vegetariano no está especializada para pelar semillas duras, a diferencia de otros pinzones de Darwin. El perfil de su mandíbula superior es curvado hacia abajo, su principal función es la de manipular la comida con la punta, más que la de triturar con la base. A causa de su alimentación vegetal posee una molleja excepcionalmente grande, además de un intestino largo, y un corazón desproporcionadamente pequeño en compensación. Esto le permite procesar las hojas y brotes difíciles de digerir.

## Sistemática

### Descripción original
La especie P. crassirostris fue descrita por primera vez por el naturalista británico John Gould en 1837 bajo el nombre científico Camarhynchus crassirostris; su localidad tipo es: «Islas Galápagos».
El género Platyspiza fue propuesto por el ornitólogo estadounidense Robert Ridgway em 1897, que definió como especie tipo a Camarhynchus variegatus P.L. Sclater & Salvin, 1870, un sinónimo posterior de la presente.

### Etimología
El nombre genérico femenino Platyspiza es una combinación de las palabras del griego «platus»: ‘ancho’, y «σπιζα spiza» que es el nombre común del pinzón vulgar, vocablo comúnmente utilizado en ornitología cuando se crea un nombre de un ave que es parecida a un pinzón; y el nombre de la especie «crassirostris» se compone de las palabras del latín  «crassus»: ‘grueso’, ‘pesado’, y «rostris»: ‘de pico’.

### Taxonomía
Tradicionalmente colocado en la familia Emberizidae, este género fue transferido para Thraupidae con base en diversos estudios genéticos, citando Sato et al. (2001) y Burns et al. (2002). La Propuesta N° 512 al South American Classification Committee (SACC) de noviembre de 2011, aprobó la transferencia de diversos géneros (entre los cuales Platyspiza) de Emberizidae para Thraupidae.
Diversos estudios genéticos, entre los cuales Burns et al. (2002, 2003)  suministraron un fuerte soporte para un grupo monofilético formado por Coereba, Tiaris, los pinzones de Darwin (Certhidea, Platyspiza, Camarhynchus y Geospiza, e incluyendo Pinaroloxias), así como también los géneros caribeños Euneornis, Loxigilla, Loxipasser, Melanospiza y Melopyrrha. Los estudios de Barker et al. (2013) y Burns et al. (2014) confirmaron fuertemente la monofilia de este clado y propusieron el nombre de una subfamilia Coerebinae, para designarlo.
ES monotípica.